# Шефферстаун (Пенсільванія)
Шефферстаун (англ. Schaefferstown) — переписна місцевість (CDP) в США, в окрузі Лебанон штату Пенсільванія. Населення — 978 осіб (2020).

## Географія
Шефферстаун розташований за координатами 40°17′49″ пн. ш. 76°17′38″ зх. д. / 40.29694° пн. ш. 76.29389° зх. д. (40.296848, -76.293852).  За даними Бюро перепису населення США в 2010 році переписна місцевість мала площу 6,95 км², уся площа — суходіл.

## Демографія
Згідно з переписом 2010 року, у переписній місцевості мешкала 941 особа в 357 домогосподарствах у складі 264 родин. Густота населення становила 135 осіб/км².  Було 376 помешкань (54/км²).
Расовий склад населення:
| - 96,9 % — білих - 0,5 % — чорних або афроамериканців - 0,5 % — азіатів - 0,1 % — вихідців з тихоокеанських островів |

До двох чи більше рас належало 1,8 %. Частка іспаномовних становила 2,0 % від усіх жителів.
За віковим діапазоном населення розподілялося таким чином: 23,7 % — особи молодші 18 років, 58,7 % — особи у віці 18—64 років, 17,6 % — особи у віці 65 років та старші. Медіана віку мешканця становила 39,7 року. На 100 осіб жіночої статі у переписній місцевості припадало 96,0 чоловіків;  на 100 жінок у віці від 18 років та старших — 96,2 чоловіків також старших 18 років.
Середній дохід на одне домашнє господарство  становив 74 875 доларів США (медіана — 63 984), а середній дохід на одну сім'ю — 80 200 доларів (медіана — 64 922). За межею бідності перебувало 0,6 % осіб, у тому числі 0,0 % дітей у віці до 18 років та 0,0 % осіб у віці 65 років та старших.
Цивільне працевлаштоване населення становило 528 осіб. Основні галузі зайнятості: освіта, охорона здоров'я та соціальна допомога — 43,8 %, роздрібна торгівля — 18,8 %, виробництво — 14,8 %, будівництво — 13,1 %.